# Emma Fowler
Emma Fowler (ur. 5 czerwca 1979 w Taunton) – brytyjska biathlonistka, olimpijka. Zadebiutowała w biathlonie w rozgrywkach Pucharu Europy w roku 1998.
Starty w Pucharze Świata rozpoczęła zawodami w Ruhpolding w roku 2000 zajmując 73. miejsce w sprincie. Jej najlepszy dotychczasowy wynik w Pucharze świata to 44. miejsce w biegu pościgowym w Oberhofie w sezonie 2004/05.
Podczas Igrzysk Olimpijskich w Turynie 2006 zajęła 78. miejsce w biegu indywidualnym i 67 w sprincie.
Podczas Mistrzostw świata w roku 2005 w Hochfilzen zajęła 89. miejsce w biegu indywidualnym, 53 w sprincie i 55 w biegu pościgowym.
Na Mistrzostwach świata w roku 2007 w Antholz-Anterselva zajęła 83. miejsce w biegu indywidualnym i 67 w sprincie. Na Mistrzostwach świata w roku 2008 w Östersund zajęła 85. miejsce w biegu indywidualnym, 87 w sprincie. Na Mistrzostwach świata w roku 2009 w Pjongczangu zajęła 83. miejsce w biegu indywidualnym, 79 w sprincie i 21 w sztafecie.

## Osiągnięcia

### Igrzyska olimpijskie
- 2006 Turyn – 78. (bieg indywidualny), 67. (sprint)

### Mistrzostwa świata
- 2005 Hochfilzen – 89. (bieg indywidualny), 53. (sprint), 55. (bieg pościgowy)
- 2007 Anterselva – 83. (bieg indywidualny), 67. (sprint)
- 2008 Östersund – 85. (bieg indywidualny), 87. (sprint), 19. (bieg pościgowy)
- 2009 P'yŏngch'ang – 83. (bieg indywidualny), 79. (sprint), 21. (sztafeta)